# Peter Birkhofer
Peter Birkhofer (ur. 11 czerwca 1964 w Immenstaad am Bodensee) – niemiecki duchowny rzymskokatolicki, biskup pomocniczy Fryburga od 2018.

## Życiorys
Święcenia kapłańskie przyjął 11 maja 1991 i został inkardynowany do archidiecezji Fryburga. Był m.in. rektorem krajowego ośrodka duszpasterskiego ds. powołań, katedralnym ceremoniarzem oraz dyrektorem kurialnego wydziału ds. misji, liturgii, ekumenizmu oraz dialogu międzyreligijnego.
19 lutego 2018 papież Franciszek mianował go biskupem pomocniczym archidiecezji Fryburga ze stolicą tytularną Villamagna in Tripolitana. Święceń biskupich w Katedrze Najświętszej Marii Panny we Fryburgu Bryzgowijskim udzielił mu 15 kwietnia 2018 Stephan Burger arcybiskup metropolita Fryburga.